# 重布线层
重布线层（redistribution layer，RDL）是集成电路上额外的金属层，可使其I/O焊盘在芯片的其他位置可用，可更好地连接焊盘，起着XY平面电气延伸和互联的作用。
制造集成电路时，它通常具有一组通过打线接合到封装引脚的I/O焊盘。重新分布层是芯片上的额外布线层，可以从芯片上的不同位置进行键合，从而使芯片到芯片的键合更加简单。使用RDL的另一个例子是在芯片周围分散接触点，以便可以应用焊球，并且可以分散安装的热应力。
在先进封装的FOWLP中，RDL最为关键，其将IO Pad进行扇入Fan-In或者扇出Fan-Out，形成不同类型的晶圆级封装。
在2.5D IC集成中，RDL将网络互联并分布到不同的位置，连接硅基板上方芯片的Bump和基板下方的Bump。
在3D IC集成中，对于上下堆叠是同一种芯片，通常TSV就可以直接完成电气互联功能了，而堆叠上下如果是不同类型芯片，则需要通过RDL重布线层对准上下层芯片的IO，完成电气互联。

## 相关
- 半导体器件制造